# 趙鑾揚
趙鑾揚（?—?），直隸省天津府天津縣人，清朝政治人物、同進士出身。
光緒十八年（1892年），参加光緒壬辰科殿試，登進士三甲177名。同年五月，授國子監助教。